# Теорема Ейлера (теорія чисел)
Теорема Ейлера (Ойлера) — одне з основних тверджень елементарної теорії чисел стверджує, що
якщо {\displaystyle \ a} і {\displaystyle \ m} взаємно_прості, то {\displaystyle a^{\varphi (m)}\equiv 1{\pmod {m}}},
де {\displaystyle \varphi (m)} — функція Ейлера.
Частковим випадком теореми Ейлера при простому {\displaystyle \ m} є мала теорема Ферма.
В свою чергу теорема Ейлера є частковим випадком теореми Лагранжа.

## Доведення
Нехай {\displaystyle x_{1},...,x_{\varphi (m)}} — всі натуральні числа, менші {\displaystyle m} і взаємно прості з ним.
Розглянем всеможливі добутки {\displaystyle ax_{i}} для всіх {\displaystyle i} від {\displaystyle 1} до {\displaystyle \varphi (m)}.
Оскільки {\displaystyle a} взаємно просте з {\displaystyle m} і {\displaystyle x_{i}} взаємно прості з {\displaystyle m}, то і {\displaystyle ax_{i}} також взаємно прості з {\displaystyle m}, тобто {\displaystyle ax_{i}\equiv x_{j}{\pmod {m}}} для деякого {\displaystyle j}.
Далі маємо, що всі остачі від ділення {\displaystyle ax_{i}} на {\displaystyle m} відмінні. Справді, нехай це не так, тобто існують такі {\displaystyle i_{1}\neq i_{2}}, що
{\displaystyle ax_{i_{1}}\equiv ax_{i_{2}}{\pmod {m}}}.
Тоді {\displaystyle a(x_{i_{1}}-x_{i_{2}})\equiv 0{\pmod {m}}}.
Оскільки {\displaystyle a} взаємно просте з {\displaystyle m}, то остання рівність рівносильна тому, що
{\displaystyle x_{i_{1}}-x_{i_{2}}\equiv 0{\pmod {m}}} або {\displaystyle x_{i_{1}}\equiv x_{i_{2}}{\pmod {m}}}.
Це неможливо, оскільки числа {\displaystyle x_{1},...,x_{\varphi (m)}} попарно відмінні по модулю {\displaystyle m}.
Перемножимо всі рівності {\displaystyle ax_{i}\equiv x_{j}{\pmod {m}}}. Одержуємо:
{\displaystyle x_{1}...x_{\varphi (m)}a^{\varphi (m)}=x_{1}...x_{\varphi (m)}{\pmod {m}}}
або
{\displaystyle x_{1}...x_{\varphi (m)}(a^{\varphi (m)}-1)=0{\pmod {m}}}.
Так як число {\displaystyle x_{1}...x_{\varphi (m)}{\pmod {m}}} взаємно просте з {\displaystyle m}, то остання рівність рівносильна тому, що
{\displaystyle a^{\varphi (m)}-1=0{\pmod {m}}} або {\displaystyle a^{\varphi (m)}\equiv 1{\pmod {m}}}.

## Застосування
За допомогою даної теореми можна легко обчислювати модуль великих степенів. Наприклад, ми хочемо обчислити 7222 (mod 10). Маємо, що 7 і 10 є взаємно простими і φ(10) = 4. Отже, згідно з теоремою Ейлера 74 ≡ 1 (mod 10) і як наслідок 7222 ≡ 74x55 + 2 ≡ (74)55x72 ≡ 155x72 ≡ 49 ≡ 9 (mod 10).
Теорема Ейлера є також теоретичною основою криптографічної системи RSA.

### Українською
- (укр.) Гаврилків В. М. Елементи теорії груп та теорії кілець. — І.-Ф.  : Голіней, 2023. — 153 с.

### Іншими мовами
- Чандрасекхаран К. Введение в аналитическую теорию чисел. — Москва : Мир, 1974. — 187 с.(рос.)
- Бухштаб А. А. Теория чисел, 2-е издание, М., 1966
- Трост Э. Простые числа, пер. с нем., М., 1959